# 生存説
生存説（せいぞんせつ）とは、ある時期に死亡したとある人物、あるいは絶滅した生物は実はその時点以後も生存していた、もしくはまだ現在も生存中なのではないかと推測する仮説のこと。

## 概要
ある人物・動植物が既に死亡あるいは絶滅しているがいまだにどこかで何らかの理由で実は生きている、もしくは死亡・絶滅したとされる年月日以降も生きていたと語られる話であり、対義語は「死亡説」である。
同一人物説を兼ねていることが多い。また一種の貴種流離譚と化しているものもある。動植物の場合、未確認生物として扱われる。

## 例

### 人物
- ネアンデルタール人 - 獣人伝説の正体として生存説がある[1]。
- 楊貴妃 - 日本に落ち延びて来たという伝説がある。
- 安徳天皇 - 日本各地に落人伝承がある[2]。
- 弘文天皇（大友皇子）- 壬申の乱での敗北後に落ち延びたとする伝説。それに関係する史跡が房総半島に多く存在する。
- 源義経 - 蝦夷地に逃れたという義経北行伝説や、モンゴルに逃れてモンゴル帝国を建国したとする義経=ジンギスカン説が生まれた。
- 北条時輔 - 二月騒動で兄時宗に粛清されたとされるが、吉野に逃げ延び逐電したとする説がある。また、文永の役の際は時輔が蒙古の危機に乗じて鎌倉に攻めてくるという風説が流布した。2001年のNHK大河ドラマ「北条時宗」では、時輔(演:渡部篤郎)の生存説を大幅にデフォルメし、高麗に渡って蒙古軍の日本侵攻に関与したと描かれた。
- 織田信長 - 本能寺で遺体が発見されないことから様々な伝承がある。後金の高皇帝と絡める大陸進出など。
- 明智光秀 - 南光坊天海になったという天海=明智光秀説がある[3]。
  - 光秀は信長救援に入京したが、本能寺は既に焼けていた。いつの間にか自分が信長を討った事になっていて周章した。
  - 天王山以降、まるで精彩を欠くのは光秀の謀反でないからで、用意周到な準備も与力大名（筒井・細川など）や朝廷への工作も皆無なのはその為である[4]。
  - 光秀ほどの武将が落ち武者狩りの竹槍ごときで落命するばずがなく、小栗栖で死んだのは別人である。逃れた光秀は昵懇の家康に匿われ、天海となり豊臣滅亡に協力した。
  - 天海を敬愛した徳川家光は諱に光秀の一字を採用した。
- 石田三成 - 西軍に内通の津軽為信が米沢から秋田を通して逃亡を助けたとする等。史実でも津軽信義は三成の孫である。
- 淀殿 - 大阪城陥落時に秋元長朝の元に身を寄せたという伝承がある[5]。群馬県前橋市の元景寺に淀殿のものと伝わる墓がある。
- 豊臣秀頼 - 薩摩に落ち延びたという噂が死の直後から流布した[6]。大酒呑みで乱暴な大男だったので、「谷山の厄介」などと呼ばれ薩摩では嫌われたとも[7][8]。
- 豊臣国松 - 父親と同じく九州に落ち延びたという伝承がある。
- 真田信繁 - 討たれたのは影武者で、本人は秀頼を連れて薩摩に落ち延びたという伝承があり、全国各地に信繁の墓が存在する。
- 天野康景 - 土井利勝を呼び捨てにする老人の噂から発展した噂だが、年齢の点から松平信康説もある[9]。
- 天草四郎 - 死んだのは替え玉という噂が流れた[10]。
- 吉良義央[11] - 津軽信政や津軽政兕が山鹿政実と共に吉良を救出したとするものが多い。
  - 武林隆重が吉良と思われる者を討ち取ったのは史実であるけれど、それを確認できる者が一人も居なかった。白無垢を着ていて、守り袋など通常の人では持っていない物を所持していたことで吉良と判断した。
  - 赤穂義士は上野介の顔を知らない。敵である吉良家の番人の確認では真偽が判らない。
  - 敵側に茶会をするという在宅情報をわざと公開したのは、替え玉を用意していたためである。
  - 本所吉良邸には義央が引っ越してくる以前から抜け道があって、本多邸の火の見櫓の下へ通じていた。京都に逃れ昵懇だった上皇陛下と摂関家（史実でも鷹司別家と一条家の現当主は吉良義央の子孫である[12]）の保護で生涯を全うした。
  - 吉良家のみに多数の死者がいるのは、討たれたのが替え玉だったためで、本物を逃がす必要があり警戒が手薄だったなど。
- 大塩平八郎 - 自害の際、小屋に火をつけ、火薬を爆発させたことにより、遺体の損傷が激しく本人と確認できなかったため、大塩生存説が生まれた。
- 原田左之助 - 満州に渡り、馬賊になったという噂が流れた。
- 西郷隆盛 - 海外に脱出したという噂が流れた。1891年（明治24年）のロシア皇太子（後のニコライ2世）の来日時に同行するという噂も流れたが、その際に大津事件を起こした津田三蔵はこれを本気で信じていたという。[13]
- 杉野孫七 - 生存説が流れた[14]。
- アナスタシア・ニコラエヴナ - ロシア革命後の1918年に銃殺されたが、埋葬場所が明らかでなかったため、生存説が流れた。そのため、アナスタシアと名乗る女性が何人も現れた。
- アドルフ・ヒトラー - 逃亡した可能性をスターリンが示唆し[15]、南米で生存しているという都市伝説がある[16]。
- スバス・チャンドラ・ボース - インドでは「飛行機事故は偽装工作でソ連もしくはヒマラヤに渡った」という生存説が根強く[17]、蓮光寺の遺骨の返還がうまく行っていない[18]。
- 川島芳子 - 1948年に処刑されたが、処刑されたのは替え玉で、本人は戦後も生き延びたという説がある。芳子の中国語版のページにも「1907年5月24日－1948年3月25日或1978年」と記載されているなど意見が分かれている。
- 劉少奇・林彪 - 劉は1969年に、林は1971年に死去したが、1972年2月に中国政府が訪中したフランスの国会議員団の質問に「林彪は生きている」「劉少奇は人民公社で労働」と答えた[19]。
- エルヴィス・プレスリー[20]
- テレサ・テン - 1995年に死去したが、死没地のタイ・チェンマイを中心に生存説が流れた。
- 2パック[20]
- マイケル・ジャクソン[20]

### 動植物
UMA（未確認動物）という用語の提案者である實吉達郎により、ネッシーやツチノコなどの狭義の未確認動物と区別するために「絶滅未確認動物」（extinct mysterious animals, EMA）という呼称が考案されたがUMAとは違い、一般化しなかった。
古生物学ではプレスリー分類群と呼ばれるほか、実際に生存が確認された場合のものはラザロ分類群と呼ばれる。
- マンモス - シベリアやアラスカで目撃情報がある。考古学的記録では最後のマンモスが死亡したのは紀元前1700年頃である。
- フクロオオカミ - 目撃情報がある。
- ジャイアントモア - 目撃情報がある。
- ニホンオオカミ - 目撃情報がある[22]。
- メガロドン - 生存説が流布されている[23]。
- ステラーカイギュウ - 公式には1768年に絶滅したとされるがそれ以後の1962年に目撃情報がある。
- アラモサウルス - 白亜紀大絶滅後も70万年ほど生き残っていた説がある。
- ケラトサウルス - アラスカのパートリツヂ入江で目撃情報がある[24]。
- ニホンカワウソ - 目撃情報がある。